# Dimorphostylis cottoni
Dimorphostylis cottoni är en kräftdjursart som beskrevs av Hale 1936. Dimorphostylis cottoni ingår i släktet Dimorphostylis och familjen Diastylidae. Inga underarter finns listade i Catalogue of Life.